# Lisa Nordén
Elina Elisabeth Nordén –conocida como Lisa Nordén– (Kristianstad, 24 de noviembre de 1984) es una deportista sueca que compite en triatlón y en ciclismo. 
Participó en tres Juegos Olímpicos de Verano, entre los años 2008 y 2016, obteniendo una medalla de plata en Londres 2012, en la prueba femenina. En los Juegos Europeos de Bakú 2015 ganó una medalla de bronce. 
Ha ganado tres medallas en el Campeonato Mundial de Triatlón entre los años 2009 y 2012, y dos medallas de bronce en el Campeonato Europeo de Triatlón, en los años 2008 y 2010. Además, obtuvo una medalla de oro en el Campeonato Mundial de Triatlón de Velocidad de 2010.
En ciclismo ha participado en algunos campeonatos nacionales de carretera, proclamándose campeona en la contrarreloj entre los años 2017 y 2020 y de la prueba en ruta del año 2019.

## Palmarés internacional
| Juegos Olímpicos   | Juegos Olímpicos         | Juegos Olímpicos  | Juegos Olímpicos |
| Año                | Lugar                    | Medalla           | Prueba           |
| ------------------ | ------------------------ | ----------------- | ---------------- |
| 2012               | Londres (Reino Unido)    | Medalla de plata  | Individual       |
| Campeonato Mundial |                          |                   |                  |
| Año                | Lugar                    | Medalla           | Prueba           |
| 2009               | Gold Coast (Australia)   | Medalla de plata  | Individual       |
| 2010               | Budapest (Hungría)       | Medalla de bronce | Individual       |
| 2012               | Auckland (Nueva Zelanda) | Medalla de oro    | Individual       |
| Juegos Europeos    |                          |                   |                  |
| Año                | Lugar                    | Medalla           | Prueba           |
| 2015               | Bakú (Azerbaiyán)        | Medalla de bronce | Individual       |
| Campeonato Europeo |                          |                   |                  |
| Año                | Lugar                    | Medalla           | Prueba           |
| 2008               | Lisboa (Portugal)        | Medalla de bronce | Individual       |
| 2010               | Athlone (Irlanda)        | Medalla de bronce | Individual       |

| Campeonato Mundial | Campeonato Mundial | Campeonato Mundial | Campeonato Mundial |
| Año                | Lugar              | Medalla            | Prueba             |
| ------------------ | ------------------ | ------------------ | ------------------ |
| 2010               | Lausana (Suiza)    | Medalla de oro     | Individual         |